# Biała Stara (gromada)
Biała Stara (w latach 1970. Stara Biała) – dawna gromada, czyli najmniejsza jednostka podziału terytorialnego Polskiej Rzeczypospolitej Ludowej w latach 1954–1972.
Gromady, z gromadzkimi radami narodowymi (GRN) jako organami władzy najniższego stopnia na wsi, funkcjonowały od reformy reorganizującej administrację wiejską przeprowadzonej jesienią 1954 do momentu ich zniesienia z dniem 1 stycznia 1973, tym samym wypierając organizację gminną w latach 1954–1972.
Gromadę Biała Stara z siedzibą GRN w Białej Starej (w obecnym brzmieniu Biała Stara) utworzono – jako jedną z 8759 gromad na obszarze Polski – w powiecie płockim w woj. warszawskim, na mocy uchwały nr VI/10/13/54 WRN w Warszawie z dnia 5 października 1954. W skład jednostki weszły obszary dotychczasowych gromad Biała, Biała Nowa, Biała Stara, Draganie Nowe, Dziarnowo, Kamionki, Kowalewko i Srebrna ze zniesionej gminy Biała w tymże powiecie. Dla gromady ustalono 21 członków gromadzkiej rady narodowej.
31 grudnia 1961 z gromady Biała Stara wyłączono części obszarów wsi Biała Nowa, Biała-Parcela i Draganie Nowe, włączając je do miasta Płocka (powiat miejski) w tymże województwie; do gromady Biała Stara włączono natomiast obszar zniesionej gromady Maszewo Duże (bez wsi Chełpowo i Maszewo Małe oraz części obszarów wsi Maszewo i Maszewo Duże z przysiółkiem Winiary) oraz wsie Draganie, Nowe Trzepowo i Stare Trzepowo ze zniesionej gromady Trzepowo Nowe w tymże powiecie.
31 grudnia 1962 z gromady Biała Stara wyłączono wieś Bronowo-Sady, włączając ją do gromady Zągoty w tymże powiecie.
Od lat 1970. jednostka figuruje pod nazwą gromada Stara Biała.
Gromada przetrwała do końca 1972 roku, czyli do kolejnej reformy gminnej. 1 stycznia 1973 w powiecie utworzono gminę Stara Biała, początkowo z siedzibą w Starej Białej, następnie w Białej (Biała była również siedzibą gminy Biała do 1954 roku).